# Antonio Enrico Canepa
Antonio Enrico Canepa (Genova, 29 febbraio 1940 – Genova, 31 marzo 1983) è stato un politico italiano.

## Biografia
Figlio del docente, antifascista e indipendentista siciliano Antonio Canepa ucciso in un conflitto a fuoco con i Carabinieri. Socialista fin dalla giovane età, durante gli studi in giurisprudenza all'Università di Genova fondò la sezione genovese dell'UGI nell'Unuri, rompendo l'egemonia del PCI all'interno dell'università e portando la maggioranza studentesca ai laici, radicali e ai socialdemocratici. Dopo essersi laureato, venne nominato segretario del PSI di Imperia.
Fu eletto nel 1970 nel primo Consiglio regionale della Liguria, e nello stesso anno divenne segretario regionale del PSI della Liguria; due anni dopo si alleò con Sandro Pertini e fu eletto nella segreteria nazionale del PSI.
Alle elezioni politiche del 1972 approdò alla Camera, diventando il più giovane deputato al Parlamento delle legislatura e il più giovane membro della Direzione nazionale socialista
Nelle elezioni del 1976 il PSI in Liguria ebbe solo due deputati rispetto ai tre delle precedenti elezioni, e Canepa rimase escluso come primo dei non eletti: da allora cominciò a far uso di eroina, rifornendosi dal suo segretario portaborse. Nel luglio 1978 però subentrò come deputato a Sandro Pertini, eletto Presidente della Repubblica. Continuò la sua dipendenza dalla droga e i suoi ricoveri alla Comunità di San Benedetto al Porto di don Gallo per fare cure di disintossicazione e, sotto falso nome, all'ospedale Villa Scassi di Sampierdarena.
Fu rieletto alle elezioni del 1979 nell'VIII legislatura della Camera dei Deputati, diventando anche all'inizio degli anni Ottanta un "delfino" di Bettino Craxi. 
Nel 1982 venne alla luce la sua dipendenza dall'eroina, durante il processo a due spacciatori che avevano rivelato che era un cliente abituale: Canepa, dopo esser stato ascoltato dal magistrato, confessò la sua dipendenza.
Venne trovato morto a soli 43 anni a causa di una overdose dalla cameriera nella propria casa di corso Solferino (nel quartiere genovese di Castelletto): era riverso nella vasca del bagno con accanto una siringa. Nella sua camera da letto vennero trovate altre quattro siringhe e qualche bustina di eroina. Canepa aveva deciso di lasciare da qualche mese la politica attiva, col proposito di non ripresentare la candidatura, mirando a rientrare all'Università di Genova, dove era docente di filosofia del diritto. Sperava così di trovare un aiuto per uscire dal tunnel. Dopo la sua morte, venne sostituito il 13 aprile 1983 da Paolo Caviglia alla Camera per gli ultimi mesi dell'VIII legislatura.